# Lista över fornlämningar i Västerviks kommun (Västrum)
Lista över fornlämningar i Västerviks kommun (Västrum) är en förteckning av ett urval av de fornlämningar som finns i Västrum i Västerviks kommun.
| Namn                    | Lämningstyp             | Tillkomsttid | Historisk indelning | Plats | Läge                 | ID-nr          | Bild                                 |
| ----------------------- | ----------------------- | ------------ | ------------------- | ----- | -------------------- | -------------- | ------------------------------------ |
| Västrum 1:1             | Röse                    |              | Västrum, Småland    |       | 57.665830, 16.555977 | 10088600010001 | Ladda upp en bild av detta fornminne |
| Västrum 3:1             | Röse                    |              | Västrum, Småland    |       | 57.660511, 16.564336 | 10088600030001 | Ladda upp en bild av detta fornminne |
| Västrum 3:2             | Stensättning            |              | Västrum, Småland    |       | 57.660402, 16.564322 | 10088600030002 | Ladda upp en bild av detta fornminne |
| Västrum 6:1             | Gravfält                |              | Västrum, Småland    |       | 57.662833, 16.546315 | 10088600060001 | Ladda upp en bild av detta fornminne |
| Västrum 7:1             | Stensättning            |              | Västrum, Småland    |       | 57.662623, 16.545664 | 10088600070001 | Ladda upp en bild av detta fornminne |
| Västrum 8:1             | Röse                    |              | Västrum, Småland    |       | 57.662172, 16.546147 | 10088600080001 | Ladda upp en bild av detta fornminne |
| Västrum 9:1             | Röse                    |              | Västrum, Småland    |       | 57.664480, 16.566629 | 10088600090001 | Ladda upp en bild av detta fornminne |
| Västrum 9:2             | Stensättning            |              | Västrum, Småland    |       | 57.664449, 16.566427 | 10088600090002 | Ladda upp en bild av detta fornminne |
| Västrum 9:3             | Stensättning            |              | Västrum, Småland    |       | 57.664545, 16.566159 | 10088600090003 | Ladda upp en bild av detta fornminne |
| Västrum 10:1            | Röse                    |              | Västrum, Småland    |       | 57.663471, 16.567813 | 10088600100001 | Ladda upp en bild av detta fornminne |
| Västrum 10:2            | Stensättning            |              | Västrum, Småland    |       | 57.663507, 16.567409 | 10088600100002 | Ladda upp en bild av detta fornminne |
| Västrum 10:3            | Stensättning            |              | Västrum, Småland    |       | 57.663231, 16.567913 | 10088600100003 | Ladda upp en bild av detta fornminne |
| Västrum 11:1            | Röse                    |              | Västrum, Småland    |       | 57.663812, 16.566055 | 10088600110001 | Ladda upp en bild av detta fornminne |
| Västrum 12:1            | Röse                    |              | Västrum, Småland    |       | 57.664169, 16.565024 | 10088600120001 | Ladda upp en bild av detta fornminne |
| Västrum 13:1            | Stensättning            |              | Västrum, Småland    |       | 57.662268, 16.568392 | 10088600130001 | Ladda upp en bild av detta fornminne |
| Västrum 13:2            | Stensättning            |              | Västrum, Småland    |       | 57.662392, 16.568248 | 10088600130002 | Ladda upp en bild av detta fornminne |
| Västrum 14:1            | Stensättning            |              | Västrum, Småland    |       | 57.663364, 16.565930 | 10088600140001 | Ladda upp en bild av detta fornminne |
| Västrum 15:1            | Stensättning            |              | Västrum, Småland    |       | 57.662929, 16.566560 | 10088600150001 | Ladda upp en bild av detta fornminne |
| Västrum 16:1            | Röse                    |              | Västrum, Småland    |       | 57.662522, 16.568762 | 10088600160001 | Ladda upp en bild av detta fornminne |
| Västrum 17:1            | Stensättning            |              | Västrum, Småland    |       | 57.666237, 16.568042 | 10088600170001 | Ladda upp en bild av detta fornminne |
| Västrum 17:2            | Stensättning            |              | Västrum, Småland    |       | 57.666223, 16.568202 | 10088600170002 | Ladda upp en bild av detta fornminne |
| Västrum 17:3            | Stensättning            |              | Västrum, Småland    |       | 57.666069, 16.567621 | 10088600170003 | Ladda upp en bild av detta fornminne |
| Västrum 20:1            | Röse                    |              | Västrum, Småland    |       | 57.668936, 16.608087 | 10088600200001 | Ladda upp en bild av detta fornminne |
| Västrum 21:1            | Stensättning            |              | Västrum, Småland    |       | 57.668663, 16.610494 | 10088600210001 | Ladda upp en bild av detta fornminne |
| Västrum 22:1            | Stensättning            |              | Västrum, Småland    |       | 57.669178, 16.611265 | 10088600220001 | Ladda upp en bild av detta fornminne |
| Västrum 23:1            | Röse                    |              | Västrum, Småland    |       | 57.670698, 16.612007 | 10088600230001 | Ladda upp en bild av detta fornminne |
| Västrum 24:1            | Gravfält                |              | Västrum, Småland    |       | 57.670908, 16.610087 | 10088600240001 | Ladda upp en bild av detta fornminne |
| Västrum 25:1            | Stensättning            |              | Västrum, Småland    |       | 57.674297, 16.606175 | 10088600250001 | Ladda upp en bild av detta fornminne |
| Västrum 26:1            | Stensättning            |              | Västrum, Småland    |       | 57.669157, 16.612743 | 10088600260001 | Ladda upp en bild av detta fornminne |
| Västrum 26:2            | Stensättning            |              | Västrum, Småland    |       | 57.669087, 16.612526 | 10088600260002 | Ladda upp en bild av detta fornminne |
| Västrum 27:1            | Röse                    |              | Västrum, Småland    |       | 57.661687, 16.601829 | 10088600270001 | Ladda upp en bild av detta fornminne |
| Västrum 28:1            | Röse                    |              | Västrum, Småland    |       | 57.659477, 16.593582 | 10088600280001 | Ladda upp en bild av detta fornminne |
| Västrum 29:1            | Stensättning            |              | Västrum, Småland    |       | 57.655735, 16.593846 | 10088600290001 | Ladda upp en bild av detta fornminne |
| Västrum 30:1            | Stensättning            |              | Västrum, Småland    |       | 57.650908, 16.598496 | 10088600300001 | Ladda upp en bild av detta fornminne |
| Dags hög (Västrum 31:1) | Gravfält                |              | Västrum, Småland    |       | 57.693938, 16.573811 | 10088600310001 | Ladda upp en bild av detta fornminne |
| Västrum 33:1            | Stensättning            |              | Västrum, Småland    |       | 57.694983, 16.574005 | 10088600330001 | Ladda upp en bild av detta fornminne |
| Västrum 34:1            | Stensättning            |              | Västrum, Småland    |       | 57.694895, 16.575575 | 10088600340001 | Ladda upp en bild av detta fornminne |
| Västrum 35:1            | Stensättning            |              | Västrum, Småland    |       | 57.694666, 16.576581 | 10088600350001 | Ladda upp en bild av detta fornminne |
| Västrum 36:1            | Röse                    |              | Västrum, Småland    |       | 57.697795, 16.573097 | 10088600360001 | Ladda upp en bild av detta fornminne |
| Västrum 37:1            | Röse                    |              | Västrum, Småland    |       | 57.695817, 16.568966 | 10088600370001 | Ladda upp en bild av detta fornminne |
| Västrum 39:1            | Stensättning            |              | Västrum, Småland    |       | 57.695860, 16.567914 | 10088600390001 | Ladda upp en bild av detta fornminne |
| Västrum 43:1            | Röse                    |              | Västrum, Småland    |       | 57.691293, 16.587485 | 10088600430001 | Ladda upp en bild av detta fornminne |
| Västrum 44:1            | Stensättning            |              | Västrum, Småland    |       | 57.686440, 16.594799 | 10088600440001 | Ladda upp en bild av detta fornminne |
| Västrum 45:1            | Gravfält                |              | Västrum, Småland    |       | 57.687247, 16.584999 | 10088600450001 | Ladda upp en bild av detta fornminne |
| Västrum 46:1            | Stensättning            |              | Västrum, Småland    |       | 57.685737, 16.577779 | 10088600460001 | Ladda upp en bild av detta fornminne |
| Västrum 47:1            | Röse                    |              | Västrum, Småland    |       | 57.686972, 16.578799 | 10088600470001 | Ladda upp en bild av detta fornminne |
| Västrum 47:2            | Röse                    |              | Västrum, Småland    |       | 57.686873, 16.578836 | 10088600470002 | Ladda upp en bild av detta fornminne |
| Västrum 48:1            | Stensättning            |              | Västrum, Småland    |       | 57.687453, 16.579341 | 10088600480001 | Ladda upp en bild av detta fornminne |
| Västrum 49:1            | Gravfält                |              | Västrum, Småland    |       | 57.686877, 16.578030 | 10088600490001 | Ladda upp en bild av detta fornminne |
| Västrum 50:1            | Gravfält                |              | Västrum, Småland    |       | 57.688588, 16.581285 | 10088600500001 | Ladda upp en bild av detta fornminne |
| Västrum 51:1            | Stensättning            |              | Västrum, Småland    |       | 57.693425, 16.578690 | 10088600510001 | Ladda upp en bild av detta fornminne |
| Västrum 51:2            | Stensättning            |              | Västrum, Småland    |       | 57.693257, 16.578627 | 10088600510002 | Ladda upp en bild av detta fornminne |
| Västrum 52:1            | Stensättning            |              | Västrum, Småland    |       | 57.694611, 16.579732 | 10088600520001 | Ladda upp en bild av detta fornminne |
| Västrum 56:1            | Stensättning            |              | Västrum, Småland    |       | 57.592330, 16.585145 | 10088600560001 | Ladda upp en bild av detta fornminne |
| Västrum 59:1            | Stensättning            |              | Västrum, Småland    |       | 57.660289, 16.569097 | 10088600590001 | Ladda upp en bild av detta fornminne |
| Västrum 60:1            | Stensättning            |              | Västrum, Småland    |       | 57.615962, 16.574672 | 10088600600001 | Ladda upp en bild av detta fornminne |
| Västrum 61:1            | Stensättning            |              | Västrum, Småland    |       | 57.618985, 16.581471 | 10088600610001 | Ladda upp en bild av detta fornminne |
| Västrum 62:1            | Röse                    |              | Västrum, Småland    |       | 57.576804, 16.619619 | 10088600620001 | Ladda upp en bild av detta fornminne |
| Västrum 63:1            | Stensättning            |              | Västrum, Småland    |       | 57.624762, 16.605717 | 10088600630001 | Ladda upp en bild av detta fornminne |
| Västrum 64:1            | Gravfält                |              | Västrum, Småland    |       | 57.626586, 16.605030 | 10088600640001 | Ladda upp en bild av detta fornminne |
| Västrum 67:1            | Röse                    |              | Västrum, Småland    |       | 57.627315, 16.603461 | 10088600670001 | Ladda upp en bild av detta fornminne |
| Västrum 67:2            | Röse                    |              | Västrum, Småland    |       | 57.626969, 16.603591 | 10088600670002 | Ladda upp en bild av detta fornminne |
| Västrum 69:1            | Stensättning            |              | Västrum, Småland    |       | 57.625898, 16.603604 | 10088600690001 | Ladda upp en bild av detta fornminne |
| Västrum 69:2            | Stensättning            |              | Västrum, Småland    |       | 57.625816, 16.603492 | 10088600690002 | Ladda upp en bild av detta fornminne |
| Västrum 69:3            | Stensättning            |              | Västrum, Småland    |       | 57.625730, 16.603413 | 10088600690003 | Ladda upp en bild av detta fornminne |
| Västrum 70:1            | Stensättning            |              | Västrum, Småland    |       | 57.625535, 16.602532 | 10088600700001 | Ladda upp en bild av detta fornminne |
| Västrum 71:1            | Röse                    |              | Västrum, Småland    |       | 57.621575, 16.626814 | 10088600710001 | Ladda upp en bild av detta fornminne |
| Västrum 72:1            | Stensättning            |              | Västrum, Småland    |       | 57.600863, 16.606160 | 10088600720001 | Ladda upp en bild av detta fornminne |
| Västrum 72:2            | Stensättning            |              | Västrum, Småland    |       | 57.600796, 16.606202 | 10088600720002 | Ladda upp en bild av detta fornminne |
| Västrum 73:1            | Röse                    |              | Västrum, Småland    |       | 57.597298, 16.602265 | 10088600730001 | Ladda upp en bild av detta fornminne |
| Västrum 73:2            | Stensättning            |              | Västrum, Småland    |       | 57.597278, 16.602034 | 10088600730002 | Ladda upp en bild av detta fornminne |
| Västrum 73:3            | Stensättning            |              | Västrum, Småland    |       | 57.597211, 16.602046 | 10088600730003 | Ladda upp en bild av detta fornminne |
| Västrum 73:4            | Stensättning            |              | Västrum, Småland    |       | 57.597143, 16.602092 | 10088600730004 | Ladda upp en bild av detta fornminne |
| Västrum 74:1            | Stensättning            |              | Västrum, Småland    |       | 57.597524, 16.598863 | 10088600740001 | Ladda upp en bild av detta fornminne |
| Västrum 76:2            | Husgrund, historisk tid |              | Västrum, Småland    |       | 57.590653, 16.650401 | 10088600760002 | Ladda upp en bild av detta fornminne |
| Västrum 78:1            | Stensättning            |              | Västrum, Småland    |       | 57.610046, 16.622571 | 10088600780001 | Ladda upp en bild av detta fornminne |
| Västrum 80:1            | Stensättning            |              | Västrum, Småland    |       | 57.689280, 16.616313 | 10088600800001 | Ladda upp en bild av detta fornminne |
| Västrum 81:1            | Stensättning            |              | Västrum, Småland    |       | 57.691317, 16.633248 | 10088600810001 | Ladda upp en bild av detta fornminne |
| Västrum 81:2            | Stensättning            |              | Västrum, Småland    |       | 57.691251, 16.634007 | 10088600810002 | Ladda upp en bild av detta fornminne |
| Västrum 81:3            | Stensättning            |              | Västrum, Småland    |       | 57.691178, 16.634621 | 10088600810003 | Ladda upp en bild av detta fornminne |
| Västrum 84:1            | Stensättning            |              | Västrum, Småland    |       | 57.691730, 16.632520 | 10088600840001 | Ladda upp en bild av detta fornminne |
| Västrum 84:2            | Stensättning            |              | Västrum, Småland    |       | 57.691878, 16.633180 | 10088600840002 | Ladda upp en bild av detta fornminne |
| Västrum 86:1            | Röse                    |              | Västrum, Småland    |       | 57.691898, 16.627716 | 10088600860001 | Ladda upp en bild av detta fornminne |
| Västrum 87:1            | Stensättning            |              | Västrum, Småland    |       | 57.691309, 16.631527 | 10088600870001 | Ladda upp en bild av detta fornminne |
| Västrum 87:2            | Stensättning            |              | Västrum, Småland    |       | 57.691321, 16.631648 | 10088600870002 | Ladda upp en bild av detta fornminne |
| Västrum 87:3            | Stensättning            |              | Västrum, Småland    |       | 57.691339, 16.631749 | 10088600870003 | Ladda upp en bild av detta fornminne |
| Västrum 88:1            | Gravfält                |              | Västrum, Småland    |       | 57.691092, 16.631840 | 10088600880001 | Ladda upp en bild av detta fornminne |
| Västrum 89:1            | Stensättning            |              | Västrum, Småland    |       | 57.689829, 16.634511 | 10088600890001 | Ladda upp en bild av detta fornminne |
| Västrum 90:1            | Röse                    |              | Västrum, Småland    |       | 57.690339, 16.633948 | 10088600900001 | Ladda upp en bild av detta fornminne |
| Västrum 90:2            | Stensättning            |              | Västrum, Småland    |       | 57.690423, 16.633820 | 10088600900002 | Ladda upp en bild av detta fornminne |
| Västrum 91:1            | Stensättning            |              | Västrum, Småland    |       | 57.689540, 16.636296 | 10088600910001 | Ladda upp en bild av detta fornminne |
| Västrum 91:2            | Stensättning            |              | Västrum, Småland    |       | 57.689215, 16.636465 | 10088600910002 | Ladda upp en bild av detta fornminne |
| Västrum 93:1            | Stensättning            |              | Västrum, Småland    |       | 57.698785, 16.623209 | 10088600930001 | Ladda upp en bild av detta fornminne |
| Västrum 94:1            | Röse                    |              | Västrum, Småland    |       | 57.699820, 16.621330 | 10088600940001 | Ladda upp en bild av detta fornminne |
| Västrum 94:2            | Stensättning            |              | Västrum, Småland    |       | 57.699859, 16.621236 | 10088600940002 | Ladda upp en bild av detta fornminne |
| Västrum 94:3            | Stensättning            |              | Västrum, Småland    |       | 57.699926, 16.621174 | 10088600940003 | Ladda upp en bild av detta fornminne |
| Västrum 95:1            | Röse                    |              | Västrum, Småland    |       | 57.698986, 16.619596 | 10088600950001 | Ladda upp en bild av detta fornminne |
| Västrum 95:2            | Stensättning            |              | Västrum, Småland    |       | 57.698890, 16.619669 | 10088600950002 | Ladda upp en bild av detta fornminne |
| Västrum 96:1            | Stensättning            |              | Västrum, Småland    |       | 57.701141, 16.611972 | 10088600960001 | Ladda upp en bild av detta fornminne |
| Västrum 98:1            | Stensättning            |              | Västrum, Småland    |       | 57.702875, 16.616016 | 10088600980001 | Ladda upp en bild av detta fornminne |
| Västrum 98:2            | Röse                    |              | Västrum, Småland    |       | 57.702670, 16.616215 | 10088600980002 | Ladda upp en bild av detta fornminne |
| Västrum 98:3            | Röse                    |              | Västrum, Småland    |       | 57.702572, 16.616337 | 10088600980003 | Ladda upp en bild av detta fornminne |
| Västrum 98:4            | Stensättning            |              | Västrum, Småland    |       | 57.702461, 16.616197 | 10088600980004 | Ladda upp en bild av detta fornminne |
| Västrum 98:5            | Stensättning            |              | Västrum, Småland    |       | 57.702288, 16.616404 | 10088600980005 | Ladda upp en bild av detta fornminne |
| Västrum 101:1           | Stensättning            |              | Västrum, Småland    |       | 57.701687, 16.618926 | 10088601010001 | Ladda upp en bild av detta fornminne |
| Västrum 101:2           | Stensättning            |              | Västrum, Småland    |       | 57.701566, 16.619231 | 10088601010002 | Ladda upp en bild av detta fornminne |
| Västrum 103:1           | Röse                    |              | Västrum, Småland    |       | 57.703027, 16.617650 | 10088601030001 | Ladda upp en bild av detta fornminne |
| Västrum 103:2           | Stensättning            |              | Västrum, Småland    |       | 57.703166, 16.617353 | 10088601030002 | Ladda upp en bild av detta fornminne |
| Västrum 103:3           | Stensättning            |              | Västrum, Småland    |       | 57.703242, 16.617281 | 10088601030003 | Ladda upp en bild av detta fornminne |
| Västrum 103:4           | Stensättning            |              | Västrum, Småland    |       | 57.703324, 16.617200 | 10088601030004 | Ladda upp en bild av detta fornminne |
| Västrum 105:1           | Stensättning            |              | Västrum, Småland    |       | 57.703439, 16.619734 | 10088601050001 | Ladda upp en bild av detta fornminne |
| Västrum 106:1           | Stensättning            |              | Västrum, Småland    |       | 57.703850, 16.615373 | 10088601060001 | Ladda upp en bild av detta fornminne |
| Västrum 106:2           | Stensättning            |              | Västrum, Småland    |       | 57.703567, 16.615876 | 10088601060002 | Ladda upp en bild av detta fornminne |
| Västrum 108:1           | Stensättning            |              | Västrum, Småland    |       | 57.701981, 16.615765 | 10088601080001 | Ladda upp en bild av detta fornminne |
| Västrum 109:1           | Stensättning            |              | Västrum, Småland    |       | 57.700292, 16.617131 | 10088601090001 | Ladda upp en bild av detta fornminne |
| Västrum 110:1           | Stensättning            |              | Västrum, Småland    |       | 57.698688, 16.617918 | 10088601100001 | Ladda upp en bild av detta fornminne |
| Västrum 111:1           | Gravfält                |              | Västrum, Småland    |       | 57.693136, 16.633992 | 10088601110001 | Ladda upp en bild av detta fornminne |
| Västrum 112:1           | Stensättning            |              | Västrum, Småland    |       | 57.689948, 16.643501 | 10088601120001 | Ladda upp en bild av detta fornminne |
| Västrum 112:2           | Stensättning            |              | Västrum, Småland    |       | 57.690127, 16.643487 | 10088601120002 | Ladda upp en bild av detta fornminne |
| Västrum 113:1           | Gravfält                |              | Västrum, Småland    |       | 57.690305, 16.642960 | 10088601130001 | Ladda upp en bild av detta fornminne |
| Västrum 114:1           | Stensättning            |              | Västrum, Småland    |       | 57.690353, 16.641928 | 10088601140001 | Ladda upp en bild av detta fornminne |
| Västrum 115:1           | Stensättning            |              | Västrum, Småland    |       | 57.690149, 16.646747 | 10088601150001 | Ladda upp en bild av detta fornminne |
| Västrum 117:1           | Stensättning            |              | Västrum, Småland    |       | 57.690817, 16.637742 | 10088601170001 | Ladda upp en bild av detta fornminne |
| Västrum 117:2           | Stensättning            |              | Västrum, Småland    |       | 57.690736, 16.637222 | 10088601170002 | Ladda upp en bild av detta fornminne |
| Västrum 117:3           | Stensättning            |              | Västrum, Småland    |       | 57.690612, 16.637725 | 10088601170003 | Ladda upp en bild av detta fornminne |
| Västrum 117:4           | Stensättning            |              | Västrum, Småland    |       | 57.690580, 16.637884 | 10088601170004 | Ladda upp en bild av detta fornminne |
| Västrum 120:1           | Stensättning            |              | Västrum, Småland    |       | 57.689533, 16.638046 | 10088601200001 | Ladda upp en bild av detta fornminne |
| Västrum 120:2           | Stensättning            |              | Västrum, Småland    |       | 57.689464, 16.637859 | 10088601200002 | Ladda upp en bild av detta fornminne |
| Västrum 121:1           | Stensättning            |              | Västrum, Småland    |       | 57.688211, 16.636853 | 10088601210001 | Ladda upp en bild av detta fornminne |
| Västrum 122:1           | Röse                    |              | Västrum, Småland    |       | 57.652147, 16.704700 | 10088601220001 | Ladda upp en bild av detta fornminne |
| Västrum 126:1           | Röse                    |              | Västrum, Småland    |       | 57.661745, 16.550868 | 10088601260001 | Ladda upp en bild av detta fornminne |
| Västrum 126:2           | Stensättning            |              | Västrum, Småland    |       | 57.661722, 16.550646 | 10088601260002 | Ladda upp en bild av detta fornminne |
| Västrum 126:3           | Stensättning            |              | Västrum, Småland    |       | 57.661625, 16.550364 | 10088601260003 | Ladda upp en bild av detta fornminne |
| Västrum 127:1           | Stensättning            |              | Västrum, Småland    |       | 57.661430, 16.548641 | 10088601270001 | Ladda upp en bild av detta fornminne |
| Västrum 127:2           | Stensättning            |              | Västrum, Småland    |       | 57.661207, 16.548886 | 10088601270002 | Ladda upp en bild av detta fornminne |
| Västrum 128:1           | Röse                    |              | Västrum, Småland    |       | 57.661725, 16.552246 | 10088601280001 | Ladda upp en bild av detta fornminne |
| Västrum 129:1           | Röse                    |              | Västrum, Småland    |       | 57.685512, 16.688880 | 10088601290001 | Ladda upp en bild av detta fornminne |
| Västrum 130:1           | Röse                    |              | Västrum, Småland    |       | 57.685419, 16.699127 | 10088601300001 | Ladda upp en bild av detta fornminne |
| Västrum 131:1           | Röse                    |              | Västrum, Småland    |       | 57.686871, 16.711009 | 10088601310001 | Ladda upp en bild av detta fornminne |
| Västrum 132:1           | Stensättning            |              | Västrum, Småland    |       | 57.687926, 16.708748 | 10088601320001 | Ladda upp en bild av detta fornminne |
| Västrum 133:1           | Stensättning            |              | Västrum, Småland    |       | 57.688275, 16.707708 | 10088601330001 | Ladda upp en bild av detta fornminne |
| Västrum 134:1           | Stensättning            |              | Västrum, Småland    |       | 57.689368, 16.706085 | 10088601340001 | Ladda upp en bild av detta fornminne |
| Västrum 135:1           | Stensättning            |              | Västrum, Småland    |       | 57.661744, 16.553490 | 10088601350001 | Ladda upp en bild av detta fornminne |
| Västrum 135:2           | Stensättning            |              | Västrum, Småland    |       | 57.661544, 16.553602 | 10088601350002 | Ladda upp en bild av detta fornminne |
| Västrum 137:1           | Stensättning            |              | Västrum, Småland    |       | 57.694545, 16.692499 | 10088601370001 | Ladda upp en bild av detta fornminne |
| Västrum 137:2           | Stensättning            |              | Västrum, Småland    |       | 57.694389, 16.692967 | 10088601370002 | Ladda upp en bild av detta fornminne |
| Västrum 138:1           | Stensättning            |              | Västrum, Småland    |       | 57.688168, 16.701330 | 10088601380001 | Ladda upp en bild av detta fornminne |
| Västrum 140:1           | Stensättning            |              | Västrum, Småland    |       | 57.701782, 16.667427 | 10088601400001 | Ladda upp en bild av detta fornminne |
| Västrum 141:1           | Stensättning            |              | Västrum, Småland    |       | 57.702461, 16.664953 | 10088601410001 | Ladda upp en bild av detta fornminne |
| Västrum 141:2           | Stensättning            |              | Västrum, Småland    |       | 57.702569, 16.664905 | 10088601410002 | Ladda upp en bild av detta fornminne |
| Västrum 141:3           | Stensättning            |              | Västrum, Småland    |       | 57.702491, 16.665135 | 10088601410003 | Ladda upp en bild av detta fornminne |
| Västrum 142:1           | Stensättning            |              | Västrum, Småland    |       | 57.702840, 16.663789 | 10088601420001 | Ladda upp en bild av detta fornminne |
| Västrum 142:2           | Stensättning            |              | Västrum, Småland    |       | 57.702783, 16.663928 | 10088601420002 | Ladda upp en bild av detta fornminne |
| Västrum 142:3           | Röse                    |              | Västrum, Småland    |       | 57.702500, 16.664276 | 10088601420003 | Ladda upp en bild av detta fornminne |
| Västrum 142:4           | Röse                    |              | Västrum, Småland    |       | 57.702300, 16.664241 | 10088601420004 | Ladda upp en bild av detta fornminne |
| Västrum 144:1           | Röse                    |              | Västrum, Småland    |       | 57.703472, 16.684329 | 10088601440001 | Ladda upp en bild av detta fornminne |
| Västrum 146:1           | Stensättning            |              | Västrum, Småland    |       | 57.700934, 16.723666 | 10088601460001 | Ladda upp en bild av detta fornminne |
| Västrum 146:2           | Stensättning            |              | Västrum, Småland    |       | 57.700841, 16.723671 | 10088601460002 | Ladda upp en bild av detta fornminne |
| Västrum 146:3           | Stensättning            |              | Västrum, Småland    |       | 57.700754, 16.723712 | 10088601460003 | Ladda upp en bild av detta fornminne |
| Västrum 147:1           | Stensättning            |              | Västrum, Småland    |       | 57.701682, 16.735812 | 10088601470001 | Ladda upp en bild av detta fornminne |
| Västrum 149:1           | Röse                    |              | Västrum, Småland    |       | 57.725764, 16.664080 | 10088601490001 | Ladda upp en bild av detta fornminne |
| Västrum 150:1           | Stensättning            |              | Västrum, Småland    |       | 57.670580, 16.662357 | 10088601500001 | Ladda upp en bild av detta fornminne |
| Västrum 151:1           | Stensättning            |              | Västrum, Småland    |       | 57.664847, 16.662767 | 10088601510001 | Ladda upp en bild av detta fornminne |
| Västrum 154:1           | Röse                    |              | Västrum, Småland    |       | 57.693146, 16.637323 | 10088601540001 | Ladda upp en bild av detta fornminne |
| Västrum 154:2           | Stensättning            |              | Västrum, Småland    |       | 57.693402, 16.637707 | 10088601540002 | Ladda upp en bild av detta fornminne |
| Västrum 154:3           | Stensättning            |              | Västrum, Småland    |       | 57.693493, 16.638136 | 10088601540003 | Ladda upp en bild av detta fornminne |
| Västrum 166:1           | Stensättning            |              | Västrum, Småland    |       | 57.666399, 16.560615 | 10088601660001 | Ladda upp en bild av detta fornminne |
| Västrum 171:1           | Stensättning            |              | Västrum, Småland    |       | 57.667552, 16.615676 | 10088601710001 | Ladda upp en bild av detta fornminne |
| Västrum 175:1           | Stensättning            |              | Västrum, Småland    |       | 57.668380, 16.608645 | 10088601750001 | Ladda upp en bild av detta fornminne |
| Västrum 175:3           | Stensättning            |              | Västrum, Småland    |       | 57.668492, 16.608746 | 10088601750003 | Ladda upp en bild av detta fornminne |
| Västrum 175:4           | Stensättning            |              | Västrum, Småland    |       | 57.668565, 16.608879 | 10088601750004 | Ladda upp en bild av detta fornminne |
| Västrum 177:1           | Stensättning            |              | Västrum, Småland    |       | 57.669061, 16.613617 | 10088601770001 | Ladda upp en bild av detta fornminne |
| Västrum 193:1           | Stensättning            |              | Västrum, Småland    |       | 57.616472, 16.610364 | 10088601930001 | Ladda upp en bild av detta fornminne |
| Västrum 204:1           | Stensättning            |              | Västrum, Småland    |       | 57.597779, 16.601357 | 10088602040001 | Ladda upp en bild av detta fornminne |
| Västrum 207:1           | Stensättning            |              | Västrum, Småland    |       | 57.605143, 16.590509 | 10088602070001 | Ladda upp en bild av detta fornminne |
| Västrum 208:1           | Stensättning            |              | Västrum, Småland    |       | 57.611204, 16.581023 | 10088602080001 | Ladda upp en bild av detta fornminne |
| Västrum 209:1           | Stensättning            |              | Västrum, Småland    |       | 57.612323, 16.577755 | 10088602090001 | Ladda upp en bild av detta fornminne |
| Västrum 211:1           | Stensättning            |              | Västrum, Småland    |       | 57.611843, 16.586734 | 10088602110001 | Ladda upp en bild av detta fornminne |
| Västrum 228:1           | Stensättning            |              | Västrum, Småland    |       | 57.707499, 16.677372 | 10088602280001 | Ladda upp en bild av detta fornminne |
| Västrum 243:1           | Stensättning            |              | Västrum, Småland    |       | 57.694280, 16.577957 | 10088602430001 | Ladda upp en bild av detta fornminne |
| Västrum 244:1           | Stensättning            |              | Västrum, Småland    |       | 57.698358, 16.573478 | 10088602440001 | Ladda upp en bild av detta fornminne |
| Västrum 256:1           | Stensättning            |              | Västrum, Småland    |       | 57.585617, 16.703968 | 10088602560001 | Ladda upp en bild av detta fornminne |
| Västrum 263:1           | Stensättning            |              | Västrum, Småland    |       | 57.674308, 16.743500 | 10088602630001 | Ladda upp en bild av detta fornminne |
| Västrum 266:2           | Husgrund, historisk tid |              | Västrum, Småland    |       | 57.619537, 16.744866 | 10088602660002 | Ladda upp en bild av detta fornminne |
| Västrum 271:1           | Stensättning            |              | Västrum, Småland    |       | 57.627517, 16.528786 | 10088602710001 | Ladda upp en bild av detta fornminne |
| Västrum 294             | Stensättning            |              | Västrum, Småland    |       | 57.632431, 16.556684 | 12000000058567 | Ladda upp en bild av detta fornminne |
| Västrum 296             | Stensättning            |              | Västrum, Småland    |       | 57.632422, 16.556784 | 12000000058569 | Ladda upp en bild av detta fornminne |
| Västrum 316             | Stensättning            |              | Västrum, Småland    |       | 57.701201, 16.705652 | 12000000074037 | Ladda upp en bild av detta fornminne |
| Sjöshult (Västrum 321)  | Lägenhetsbebyggelse     |              | Västrum, Småland    |       | 57.715358, 16.667680 | 12000000074042 | Ladda upp en bild av detta fornminne |
| Västrum 331             | Stensättning            |              | Västrum, Småland    |       | 57.707958, 16.698374 | 12000000074140 | Ladda upp en bild av detta fornminne |